# Єлевферополь

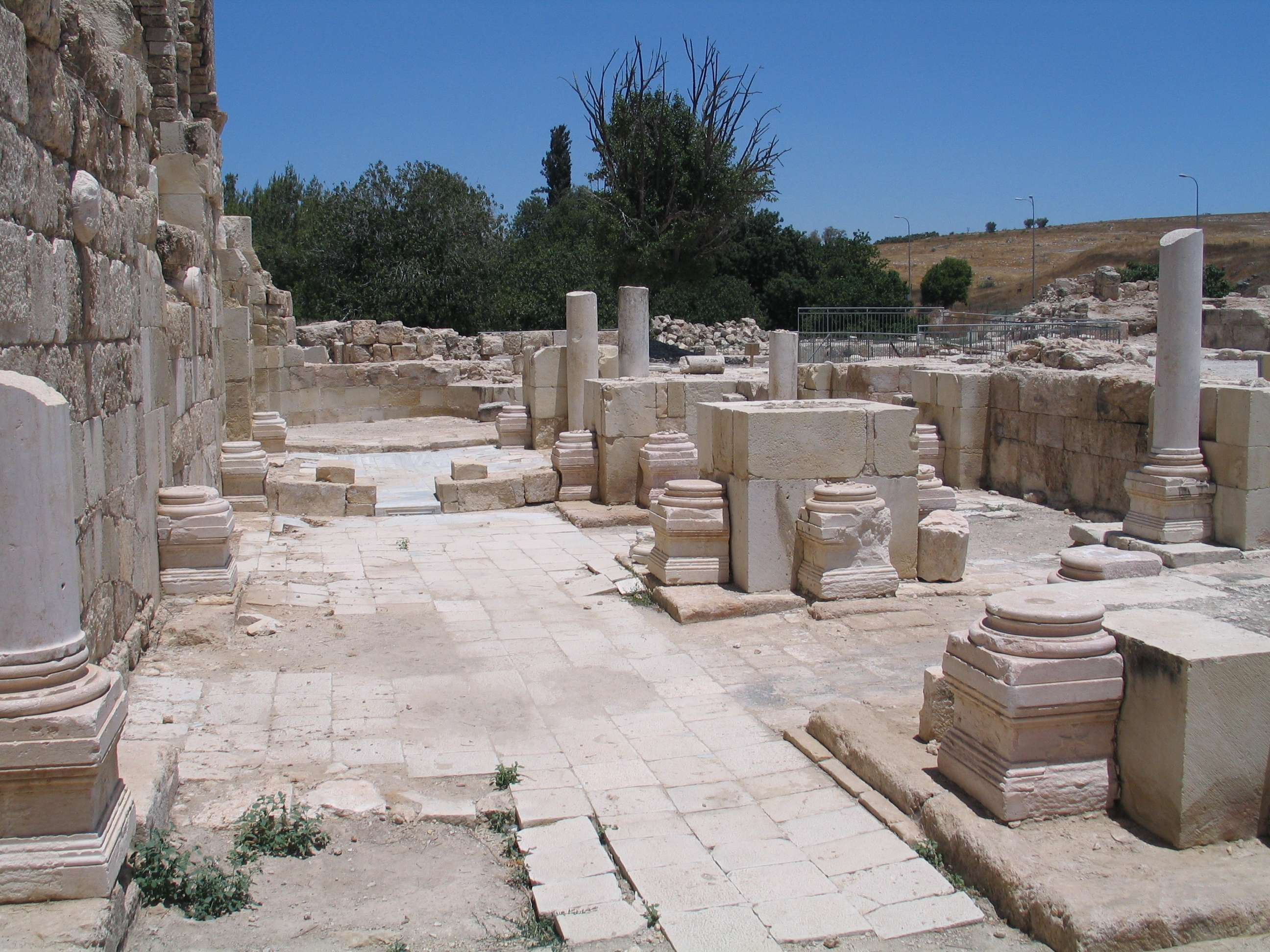
Древні руїни

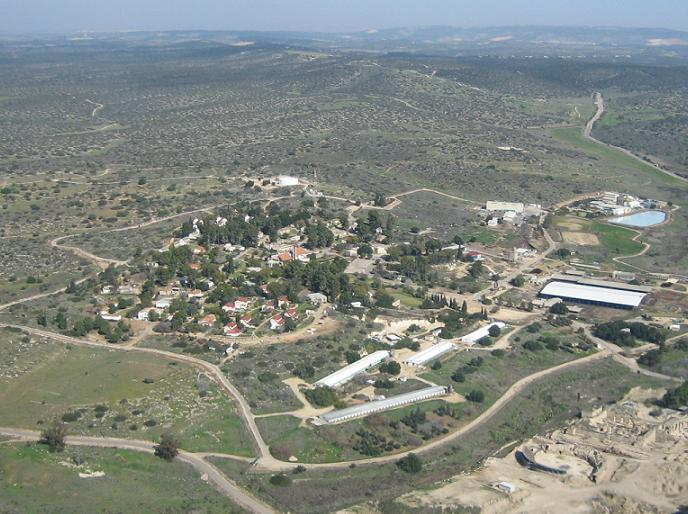
Бейт Гуврін

Єлевферополь (грец. Ελεφτερου'πολη — «вільне місто») — грецька назва давньоримського міста в Палестині (сучасний південний Ізраїль). Єврейське назва — Бейт Гуврін. Розташований на дорозі між Єрусалимом і Газою (за 53 кілометри на північний захід від Єрусалима) біля сучасного селища Бейт Гуврін (івр. בית גוברין), а до 1948 року — арабського села Бейт-Джібрін (араб. بيت جبرين).

## Історія
Основне значення древнього міста полягало в контролі над головною дорогою, що веде з Єрусалиму до моря. У римські часи Єлевферополь отримав статус міста вільних громадян. У римсько-візантійський період тут жила також велика єврейська громада, у тому числі відомі філософи і книжники епохи Мішни та Талмуду. Єлевферополь набув свого значення після падіння більш древнього міста Мареша приблизно до початку римської епохи в Ізраїлі і був головним містом округу.
В Єлевферополі був убитий єпископ Дамаска, Ананія, який свого часу хрестив апостола Павла (Дії 9:10–18). Правитель міста Лукіан, повелів народу взяти Ананію, вивести його з міста і побити камінням, від чого він і помер мученицькою смертю.
Єлевферополь розташований на високому пагорбі, місто було одним з найбільших адміністративних центрів римського періоду. Розкопками виявлено чимало будинків цього часу, багато з них — з мозаїчними панно (тепер зберігаються в Національному музеї Ізраїлю). Частина руїн відносяться до епохи хрестоносців. Поруч з руїнами знаходиться гряда пагорбів з численними печерами, ймовірно, колишніми каменоломнями филистимлян.

## Відомі люди
- Єпіфаній Кіпрський — єпископ Саламіна, народився в околицях Єлевферополя.